# Мери (Латвия)
Ме́ри (латыш. Mēri) — населённый пункт в Смилтенском крае Латвии. Входит в состав Билской волости. По данным на 2015 год, в населённом пункте проживало 200 человек.

## История
Населённый пункт образовался у поместья Мергоф. До 1939 года был волостным центром.
В советское время населённый пункт входил в состав Билского сельсовета Валкского района. В селе располагался колхоз «Драудзиба».
В селе родился художник Рудольф Перле (1875—1917).